# Robert Reitz
Robert Karl Friedrich Reitz (* 17. Juni 1884 in Burgdorf BE; † April 1951 in Zürich)  war ein Schweizer Violinist und Hochschullehrer. Er war u. a. Konzertmeister der Staatskapelle Weimar, Primarius des Reitz-Quartetts und Professor an der Hochschule für Musik Weimar.

## Leben
Reitz wurde 1884 als Sohn des Burgdorfer Musikdirektors Georg Friedrich „Fritz“ Reitz (1858–1956) im Kanton Bern geboren. Er erhielt seinen ersten Violinunterricht von seinem Vater und trat bereits mit acht Jahren öffentlich auf. Nach dem Besuch des Gymnasiums seiner Heimatgemeinde ging er nach Deutschland und studierte Violine bei Hans Sitt, Theorie bei Paul Quasdorf und Kammermusik bei Carl Reinecke, Carl Herrmann und Julius Klengel am Leipziger Konservatorium. Außerdem wirkte er beim Gewandhausorchester mit. 1906 ging er zu Felix Berber nach München. 1912 erhielt er Unterricht bei Hugo Heermann und Carl Flesch.
Seine erste Anstellung als Konzertmeister fand er 1904 in Majorenhof bei Riga. Von 1904 bis 1906 war er Konzertmeister, Soloviolinist und Dirigent am Stadtorchester Görlitz. 1906/07 trat er eine Stelle als Konzertmeister und Soloviolinist beim Philharmonischen Orchester Breslau an. Im Anschluss war er 1. Konzertmeister, Quartettführer und Dirigent am Stadttheater Kiel und beim Orchester der Musikfreunde Kiel. Außerdem dirigierte er in den Sommermonaten die Kurkapelle in Westerland.
Im Jahr 1909 übernahm Reitz den Posten des 1. Konzertmeisters an der Staatskapelle Weimar, 1915 wurde er zum Hofkonzertmeister ernannt. Von 1909 bis 1935 war er Leiter einer Violinklasse (ab 1926 Hochschulklasse) an der Staatlichen Musikschule Weimar (ab 1930 Musikhochschule); 1919 erhielt er eine Professur. Zu seinen Privat-Schülern gehörte u. a. Marlene Dietrich, mit der er zeitweise eine Affäre hatte. Da Reitz als Musiker viele Betätigungsfelder hatte, verpflichtete Bruno Hinze-Reinhold zusätzlich den Berliner Pädagogen Paul Elgers. 1920 verließ Reitz vorübergehend die Musikschule. Privat unterrichtete Reitz die junge Marlene Dietrich, die deshalb von Oktober 1920 bis Oktober 1921 in Weimar lebte. Neben seinem Konzertmeisteramt war er von 1909 bis 1945 in unterschiedlichen Besetzungen Primarius des Reitz-Quartetts. Außerdem bildete er gemeinsam mit Eduard Rosé (Violoncello) und Bruno Hinze-Reinhold (Klavier) das Weimarer Trio. Sein Nachfolger wurde der Violinvirtuose Max Strub. Obwohl Reitz Mitglied der NSDAP geworden war, sahen die Nazis in ihm einen Konkurrenten und er wurde 1934 zurück vom Orchester an die Musikhochschule versetzt.  Reitz war Bearbeiter von Violinkonzerten (Tartini, Pisendel und Stamitz) und der Mysteriensonaten Bibers. Außerdem rekonstruierte er Bachs Violinkonzert d-moll nach BWV 1052, das er bei Breitkopf & Härtel herausgab. Er beeinflusste während seiner Weimarer Jahre wesentlich das Musikleben der Stadt. Das Land Thüringen stellt ihm anerkennend eine Stradivari Louis Spohrs zur Verfügung.
Im Jahr 1942 zog er wieder in die Schweiz und entging so nach dem Krieg der Entnazifizierung. Von 1945 bis 1951 war er Konzertmeister beim Sender Beromünster.
Reitz war verheiratet und Vater dreier Kinder.

## Auszeichnungen
- 1911: Silberne Medaille für Kunst und Wissenschaft (Sachsen-Coburg-Gotha)